# Ludvigh János
Ludvigh János (Szepesbéla, 1812. május 12. – Pest, 1870. július 11.) újságíró, politikus, Ludvigh Gyula (1841–1919) mérnök édesapja.

## Életpályája
Iskoláit Késmárkon, Eperjesen és Sárospatakon végezte el. Pulszky Ferenc és Henszlmann Imre iskolatársa volt. Pesti jogász korában magyar nyelvművelő társaságot alapított, melyet a kormány betiltott. Az 1848–49-es forradalom és szabadságharc alatt országgyűlési képviselő volt (iglói kerület), majd kormánybiztos lett. 1849-ben a hétszemélyes tábla birája lett. 1850-ben elfogatóparancsot adtak ki ellene, ezért külföldre menekült. 1850–1869 között Brüsszelben élt. 1861-ben a késmárki kerület megválasztotta képviselőnek, de nem jött haza, és 1865-ben sem fogadta el a került meghívását. 1869-ben hazatért, s haláláig balközéppárti országgyűlési képviselő (Késmárk térsége) és A Hon belső munkatársa volt.
Belga újságok munkatársa, és magyar lapok (1865-től: A Hon) levelezője volt.

## Művei
- A szepességi XVI város pragmaticai története (Lőcse, 1842)
- Nouvelle page de l’histoire des Habspourgs (Brüsszel, 1859)
- Töröljük el a vallásügyi minisztériumot, mint a haladás akadályát (Pest; 1868)